# Mike Michaud

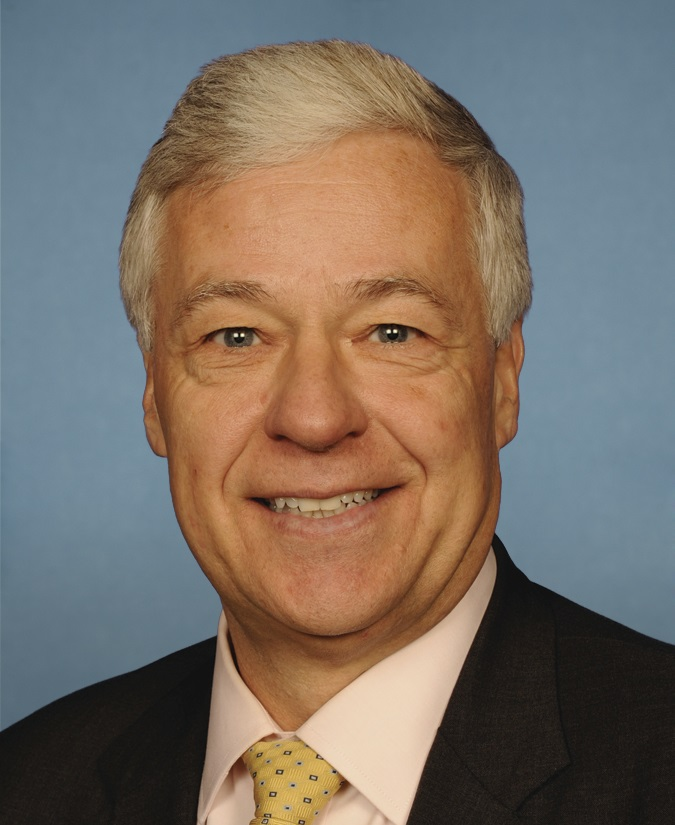
Mike Michaud

Michael Herman „Mike“ Michaud (* 18. Januar 1955 in Millinocket, Maine) ist ein US-amerikanischer Politiker. Von 2003 bis 2015 vertrat er den Bundesstaat Maine im US-Repräsentantenhaus.

## Werdegang
Mike Michaud besuchte bis 1973 die Schenk High School in East Millinocket. Seitdem arbeitete er als Vorarbeiter in der Millinocket-Papierfabrik der Great Northern Paper Company. Seit Ende der 1970er Jahre ist er politisch aktiv. Er wurde Mitglied der Demokratischen Partei. Zwischen 1980 und 1994 war er Abgeordneter im Repräsentantenhaus von Maine; von 1994 bis 2002 gehörte er dem Staatssenat an, dessen Präsident er in den Jahren 2001 und 2002 war.
Bei den Kongresswahlen des Jahres 2002 wurde Michaud im zweiten Wahlbezirk von Maine in das US-Repräsentantenhaus in Washington, D.C. gewählt. Dort trat er am 3. Januar 2003 die Nachfolge des ins Gouverneursamt gewechselten John Baldacci an. Nach fünf Wiederwahlen konnte er sein Mandat im Kongress bis zum 3. Januar 2015 ausüben. Dort war er zeitweise Vorsitzender des Ausschusses für Veteranenangelegenheiten und Mitglied im Ausschuss für Transport und Infrastruktur sowie im Committee on Small Business. Außerdem gehörte er einigen Unterausschüssen an. Im Vorfeld der Präsidentschaftswahlen des Jahres 2008 unterstützte er John Edwards.
Michaud lebt in East Millinocket.
Im Rahmen seines Wahlkampfes, um Gouverneur von Maine zu werden, begegnete er im Jahr 2014 eine Schmutzkampagne seiner Gegner, die suggerieren wollte, er sei schwul, mit einem Coming-out in der Bangor Daily News. Die gleichgeschlechtliche Ehe wurde ab 29. Dezember 2012 in Maine rechtlich möglich, aber Michaud ist noch unverheiratet. Die Kandidatur als Gouverneur blieb allerdings erfolglos. Michaud unterlag dem republikanischen Amtsinhaber Paul LePage mit 43:48 Prozent der Stimmen.